# 認信主義 (政治)
認信主義（英語：confessionalism）是一種在法律上混合宗教和政治的政府體制，一般要求在宗教團體之間按比例分配政治和制度上的權力。

## 爭論
認信主義的提倡者根據各社群在地區的「權重」，將權力賦予不同的宗教和民族社群，作為確保不同宗教和種族社群和平共處的有效方式。然而，批評者指出這種制度實際上可能會加深族群之間的衝突。他們認為，無論哪個團體擁有最多的政治權力，都可能利用政府犧牲其它團體來偏袒自己人，甚至壓迫競爭團體。此外，隨著人口統計結果的改變，特定群體所擁有的職位和權力可能不再恰當地反映該群體的規模。

## 伊拉克
在2003年美軍入侵伊拉克之後，佔領政府引入一種由三個主要民族宗教團體共享權力的制度：什葉派穆斯林阿拉伯人、遜尼派穆斯林阿拉伯人和庫德族。
伊拉克憲法鼓勵這種權力分享，這是因為採用議會制，加上總統選舉的初步要求是絕對多數。儘管憲法未明確要求，但政治傳統仍延續至今。如今的總統是庫德族，議長是遜尼派穆斯林阿拉伯人，總理是什葉派穆斯林阿拉伯人。 

## 黎巴嫩
中東以認信主義為基礎重新分配議會席位的做法是由鄂圖曼帝國發明的（例如鄂圖曼議會），並在鄂圖曼帝國之後的幾個國家繼續實行，繼續為非穆斯林也就是基督教、少數民族保留席位（敘利亞、約旦、伊拉克），或者是為所有宗教團體保留席位，包括穆斯林次群體和基督會（黎巴嫩）。在伊朗也為亞美尼亞人、亞述人、猶太教和瑣羅亞斯德教的少數族群推行類似的制度。
認信主義原本是「議會在非認信主義基礎上頒布新選舉法之前」的臨時解決方案，但黎巴嫩在實施了八十多年後，認信主義仍然是實施的政府制度，所有政府職位和立法機關的席位都是根據政治協議在不同的宗教團體之間分配。受1932年黎巴嫩人口普查的影響，最初在1943年的國家契約中確定議會中基督徒與穆斯林的代表比例為6:5，然而隨著人口變遷使基督徒掌握了不成比例的權力，從而爆發黎巴嫩內戰。1926年憲法在1990年塔伊夫協定和2008年《多哈協定》之後被修訂，規定應有54名基督教代表和54名穆斯林代表，不過每個代表實際上有64名。此外，這兩個群體的席位應根據其社群人口統計權重進行平分。
黎巴嫩憲法還保證該國18個公認的社群在教育等領域享有部分自治權。黎巴嫩也表現出認信主義的其它特徵。自2005年以來，黎巴嫩政治圍繞著兩個跨宗教聯盟而兩極分化，大多數團體永遠無法單獨執政。然而，憲法中還有其它章節處理關於不受群眾支持的外部政黨的發展。